# Unplanned
Unplanned (conocida como Inesperado en Hispanoamérica) es una película dramática estadounidense de 2019 escrita y dirigida por Cary Solomon y Chuck Konzelman. Se basa en el libro de memorias Unplanned de Abby Johnson. La película está protagonizada por Ashley Bratcher, Brooks Ryan y Robia Scott, y sigue la vida de Johnson como directora clínica de Planned Parenthood y su posterior transición al activismo contra el aborto.
La película fue estrenada en los Estados Unidos por la productora y distribuidora de cristianismo evangélico Pure Flix. Su título de trabajo fue Redeemed («Redimido»), y los detalles de su tema se mantuvieron ocultos del público para minimizar las protestas de los defensores del derecho al aborto. El director general de la empresa My Pillow y teórico de la conspiración, Mike Lindell, actuó como productor ejecutivo y aparece en la película en un cameo. Algunas cadenas de televisión se negaron a emitir anuncios de la película debido a su temática.
La película recaudó 21 millones de dólares en todo el mundo con un presupuesto de 6 millones. La exactitud del retrato del aborto y de Planned Parenthood en la película ha sido muy criticada por médicos y defensores de Planned Parenthood, y varios comentaristas la han calificado de propaganda política.

## Argumento
En Texas en 2001, Abby Johnson ve un stand de Planned Parenthood en una feria de carreras universitarias y acepta ser voluntaria después de que le dijeran que su objetivo final era reducir la cantidad de abortos. Como escolta clínica, se encuentra con la directora Cheryl y es testigo de los manifestantes antiabortistas que confrontan verbalmente a las mujeres que entran. Una manifestante, Marilisa, está de acuerdo con Abby en que este enfoque no es caritativo; su grupo reza y habla con calma con las mujeres, dirigiéndolas a recursos para ayudarlas a criar a sus hijos. Abby le revela que ha tenido un aborto; ella reflexiona que fue como una estudiante universitaria con un novio ocioso, Mark, quien la animó a realizarse uno cuando quedó embarazada.
Abby se casa con Mark, pero se divorcia de él un año después después de que la engaña. Dos semanas después, descubre que está embarazada nuevamente y decide someterse a un aborto con medicamentos en la clínica donde ahora es voluntaria. A Abby se le dice que se «vaciará suavemente su útero», pero la experiencia es dolorosa, lo que resulta en sangrado y ocho semanas de calambres. En la narración, Abby dice que su ira pasó de ser dirigida a Planned Parenthood a ser dirigida a sí misma. Abby continúa siendo voluntaria y se convierte en directora de relaciones públicas y luego en consejera que responde a las preguntas de las mujeres que van a tener un aborto, y dice que es muy buena para convencerlas de que lo hagan. Abby se casa con Doug, quien la ama, pero no aprueba su carrera. Pronto descubren que está embarazada y Cheryl sugiere que aborte, pero Abby decide quedarse con su hijo. A lo largo de estos eventos, Abby continúa hablando con Marilisa y su esposo Shawn, a pesar de sus opiniones opuestas sobre el aborto.
Cheryl le muestra a Abby la habitación de los «productos de la concepción», que son los restos fetales después del aborto, y le dice a Abby que le gustaría que la sucediera como directora, lo que acepta hacer. Como directora, la clínica de Abby se convierte en la de mejor desempeño en la región, y es galardonada como «Empleada del año». Durante una conferencia de la compañía, ella expresa públicamente sus preocupaciones hacia una nueva directiva para aumentar el número de abortos, especialmente los abortos médicos, porque son más rentables, por lo que es reprendida formalmente. Abby también mira sus propios registros médicos de su aborto médico anterior y ve la ecografía de su hijo por nacer.
En 2009, Abby es llamada para ayudar en un aborto por aspiración guiada por ultrasonido a las trece semanas de gestación. Ella señala que nunca antes había presenciado un aborto, y le preocupa cuando ve al feto en el ultrasonido, encontrando el proceso horrible y perturbador. Al ver un útero vacío, Abby se va llorando.
Abby va a la oficina de 40 Días por la vida, dirigida por Marilisa y Shawn, y entre lágrimas les dice que no puede quedarse en su trabajo después de lo que ha visto. Apoyan a Abby y ofrecen ayudarla a encontrar empleo. Abby renuncia formalmente y comienza a ayudarlos con su campaña, incluso estando al otro lado de la cerca de la clínica, alentando a las mujeres a no continuar con sus abortos. Sin embargo, Planned Parenthood demanda a Abby por supuestamente filtrar información confidencial sobre sus operaciones, y Shawn convence a Jeff, su amigo abogado y relajado, para que los defienda. Si bien Planned Parenthood intimida a Abby para que piense que tienen un caso sólido, el juez lo encuentra rápidamente sin mérito y dictamina a favor de Abby.
En 2013, cuando cerró la clínica en la que Abby trabajaba, organiza un evento en el edificio abandonado en el que expresa su pesar por haber realizado abortos y por haber tenido dos. Ata dos rosas a la cerca y deja una carta privada marcada «A mis hijos», antes de que su esposo y su hija se unan a ella y se vayan. Los subtítulos finales dicen que Abby continúa trabajando con un ministerio, ayudando a otros trabajadores de clínicas de abortos a irse y encontrar empleo en otro lugar.

### Exactitud de la representación
Jennifer Villavicencio, una obstetra que realiza abortos, le dijo al The New York Times que un feto de 13 semanas carece de la capacidad neurológica para retroceder ante el dolor, por lo que sus movimientos durante un aborto no deben interpretarse como «luchar por su vida». Villavicencio declaró a HuffPost que la mayoría de los abortos duran entre 3 y 10 minutos y son «bien tolerados». En la película, Planned Parenthood se retrata como promoviendo el aborto en aras de la ganancia, con un personaje que dice «'Sin fines de lucro' es un estado fiscal, no un modelo de negocio». No existe una medida acordada, pero la proporción de actividades de Planned Parenthood relacionadas con el aborto está entre el 12% y el 37%, pero puede ser tan baja como el 7% de todos los eventos de tratamiento.

## Reparto
- Ashley Bratcher como Abby Johnson.
- Brooks Ryan como Doug.
- Robia Scott como Cheryl.
- Jared Lotz como Shawn.
- Emma Elle Roberts como Marilisa.
- Robin DeMarco como Kathleen.
- Robert Thomason como Mike.
- Tina Toner como Renee.
- Sarah Hernandez como Elena.
- Maura Corsini como Megan.
- Lezl Gonzales como Taylor.
- Kaiser Johnson como Jeff.
- Andee Grace Burton como Grace.
- Alexander Kane como Mark.
- Stacey Bradshaw como Karen.

## Producción
En septiembre de 2018, se anunció que se completó la fotografía principal de una nueva película de Pure Flix con un título de provisional de Redeemed («Redimidos»). Por temor a las posibles protestas debido a su temática, todos los involucrados en el proyecto firmaron un acuerdo de confidencialidad, mediante el cual acordaron no participar en publicaciones de medios sociales sobre la película, ni ninguna interacción de la prensa. Además, la película se rodó en secreto en Stillwater, Oklahoma.
Basado en el libro de memorias de Johnson del mismo nombre, Unplanned tuvo un presupuesto a la fecha de lanzamiento de $6 millones. Mike Lindell, el fundador y propietario de My Pillow, fue un gran patrocinador de la película, aportando $1 millón de dólares a la producción y teniendo un cameo en la película.
Los directores Chuck Konzelman y Cary Solomon enviaron un borrador de su guion a Johnson para su revisión. Al leer el guion, Johnson reaccionó: «Leí el guión. Y en las primeras 15 páginas, me odié. Luego llegué al final del guión y me encantó. ¡Fui yo!». Durante la selección del reparto, los productores advirtieron a los posibles miembros del reparto que su participación en la película podría dar lugar a que fuesen vetados para conseguir futuros papeles en la industria cinematográfica, debido al tema desarrollado en la película y al sesgo liberal de la corriente dominante en tal industria. A diferencia Roe v. Wade, una película sobre el caso del mismo nombre que despenalizó el aborto inducido en los Estados Unidos, que fue filmada al mismo tiempo y que tuvo miembros de su equipo que renunciaron una vez que se enteraron del tema de la película, Unplanned no sufrió la misma suerte, ya que aquellos involucrados en la película sabían sobre el enfoque de la película cuando fueron contratados.
Bratcher relató que después de aceptar el papel y justo antes de que comenzara a rodar la película, su madre le dijo que había tenido un aborto durante su adolescencia, y casi tuvo un aborto mientras estaba embarazada de ella. La madre de Bratcher tiene un papel como extra.
La base objetiva de las memorias ha sido cuestionada, específicamente sus afirmaciones de que sus superiores en Planned Parenthood la alentaron a aumentar los abortos por razones financieras. Johnson también declaró que la paciente en cuestión era una mujer negra. Sin embargo, según un informe de Texas Monthly, que se basó en los registros clínicos de Planned Parenthood, solo un paciente a partir del 26 de septiembre de 2009 era de raza negra, y ella estaba en la sexta semana (no en la semana 13) de su embarazo.
Sellos musicales negaron a la película los derechos para usar sus canciones en la misma, como «How to Save a Life» de The Fray, «Girls Just Want to Have Fun» de Cyndi Lauper, «Story of My Life» de One Direction, «Dead Man's Party» de Oingo Boingo y «The Guardian Suite» de Trevor Rabin. El cantante cristiano Matthew West escribió una canción para la película llamada «Unplanned», publicando su video musical una semana antes del lanzamiento de la película.

## Clasificación de la MPAA
Unplanned fue otorgada una calificación R (la primera para cualquier película de Pure Flix) por la Asociación Cinematográfica de Estados Unidos (MPAA por sus siglas en inglés), quien citó las escenas gráficas relacionadas con el aborto como la razón de la calificación y notificó a los productores de la película que la película seguiría siendo clasificada R a menos que las escenas fueron eliminadas, negando que hubiera asignado la calificación debido a prejuicios políticos. Pure Flix, que esperaba una clasificación PG-13, decidió no impugnar la acción de la MPAA debido a la preocupación de que dicho conflicto pueda retrasar el lanzamiento de la película. Sin embargo, con respecto a la clasificación, los codirectores Konzelman y Solomon dijeron:

Consideramos que los estándares actuales de la MPAA son profundamente defectuosos, en la medida en que permitieron que las escenas de sexo, violencia, degradación, asesinato y caos notablemente gráficos tengan una clasificación PG-13, mientras que nuestra película, destaca los graves peligros del aborto en de manera directa, se considera peligroso para el pueblo estadounidense para ver.

Ken Rather, vicepresidente de distribución de Pure Flix, hizo un comentario similar: «[Una] niña de 15 años puede abortar sin el permiso de sus padres, ¿pero no puede ver esta película sin la supervisión de un adulto? Eso es triste».
Johnson, sin embargo, reconoció que la calificación R puede haber sido asignada de buena fe:

Estamos empujando los límites de lo que nunca antes había sido en una escala tan amplia al mostrarle a Estados Unidos exactamente qué es el aborto, y el aborto es inquietante. Es violento. ... En mi opinión, una de las películas más impactantes de nuestro tiempo es La Pasión de Cristo. Fue calificada R. Así que siento que Unplanned está en buena compañía. Una calificación R de la MPAA no va a retrasar esta película. Creo que la gente está lista para la verdad.

En respuesta a la calificación de la película, la MPAA recibió una queja firmada por veintinueve personas no involucradas en la producción de la película. Los firmantes incluyen al exgobernador de Arkansas Mike Huckabee, el comentarista político conservador Glenn Beck, el actor Kevin Sorbo y los productores de cine Gerald R. Molen y Gray Frederickson. A pesar de esto, la MPAA no revocó la calificación, diciendo que «[l]os cineastas no hicieron uso del proceso de apelación de la calificación».
Posteriormente, Johnson escribió una carta abierta dirigida a los padres, explicando por qué la MPAA había asignado la calificación R y afirmando que la película no contenía desnudos, sexo o groserías. Una segunda carta abierta, firmada por las mismas veintinueve personas de la queja de la MPAA, alentó a las comunidades religiosas a ignorar la calificación R y acudir a la película como lo hicieron para La Pasión de Cristo.

## Estreno

### Estados Unidos
Unplanned se estrenó en los Estados Unidos el 29 de marzo de 2019. La película fue previsionada el 21 de febrero de 2019 en Manhattan, y nuevamente el 28 de marzo de 2019 en Indiana, un día antes de su fecha de lanzamiento.
Muchos medios de comunicación se negaron a transmitir publicidad de la película debido al tema controvertido y/o la calificación R de la película, incluidos Google, A&E Networks, Discovery Inc., Hallmark Channel, NBCUniversal y la red de radio cristiana K-Love. Google también etiquetó la película como «drama/propaganda» en los resultados de búsqueda por un período de tiempo. Solo Fox News, que también hizo cobertura editorial de la producción, y Christian Broadcasting Network aceptaron emitir anuncios.
Durante el fin de semana de estreno de la película, se suspendió su cuenta oficial de Twitter (según informes porque estaba vinculada a otra cuenta que violaba el código de conducta de Twitter). Sin embargo, la cuenta pronto fue restablecida, ganando miles de seguidores adicionales en varias horas, eventualmente excediendo el número de seguidores de Planned Parenthood. Twitter fue luego acusado de remover seguidores a la cuenta de la película, bajando de más de 200 000 a aproximadamente 16 000. El senador Josh Hawley acusó a Twitter de censurar puntos de vista conservadores, y en una carta dirigida al director ejecutivo de  Twitter, Jack Dorsey, solicitó que se realizara una auditoría externa independiente de las políticas de discurso de Twitter. Twitter respondió y dijo que «el conteo de seguidores a menudo puede tomar hasta 24 horas para estabilizarse después de una suspensión y que cualquier problema con la página siguiente también debe resolverse en breve»; Al día siguiente, según Newsweek, «la cuenta oficial de la película confirmó la declaración de Twitter» en un tuit.
Mark Cavaliere, director ejecutivo de una Coalition for Life local, se vistió con una camisa de 40 Días por la vida como las que se ven en la película y reclutó voluntarios en algunas exhibiciones.

### Canadá
Inicialmente, ningún distribuidor canadiense estaba interesado en la película, lo que impidió que las salas de cine la recogieran. En junio de 2019, la pequeña compañía de distribución Cinedicom acordó ponerla a disposición del mercado canadiense, y su presidente declaró que la decisión de distribuir la película se basó en la inspiración divina. Los productores acusaron a Cineplex Entertainment, la cadena dominante de cines de Canadá, de prohibir efectivamente la película en el país al no mostrarla en sus cines. Sin embargo, la práctica habitual de la compañía es considerar solo las películas si su distribuidor presenta un plan de marketing y obtiene una calificación de una junta de clasificación por edades provincial.
Cineplex luego revirtió su decisión, optando por proyectar la película en 14 ubicaciones. La cadena competitiva Landmark Cinemas también proyectó la película en 10 lugares. El 12 de julio de 2019, la película recaudó C$ 352 000 en su fin de semana de estreno en 56 pantallas en todo Canadá por un promedio por pantalla de alrededor de C$ 7100. Unplanned obtuvo C$ 643 000 de taquilla en Canadá.

## Recepción

### Taquilla
En los Estados Unidos, Unplanned fue lanzada junto a The Beach Bum y Dumbo y se proyectó que recaudaría entre $ 3 y 5 millones de dólares en 1060 salas de cine en su primer fin de semana. La película ganó $ 3 millones en su primer día, incluyendo $ 700 000 de los avances de la noche del jueves. Continuó debutando a $ 6.4 millones, superando las proyecciones de taquilla y finalizando cuarto en taquilla, marcando la segunda mejor apertura para una película de Pure Flix detrás de Dios no está muerto 2 ($ 7.6 millones en 2016). La película tuvo la mejor acogida en estados de tendencia conservadora en el Medio Oeste y el Sur. Deadline Hollywood dijo que la apertura fue «notable teniendo en cuenta que la película fue clasificada como R y fue excluida de los anuncios de televisión en la mayoría de las principales cadenas de cable y radio cristiana». Se informó que iglesias de todo el país habían comprado proyecciones completas para su difusión. 40 Días por la vida también organizó casi 300 proyecciones. En su segundo fin de semana, la película se agregó a 456 teatros adicionales (por un total de 1516) y ganó $ 3.2 millones. Al final de su período en cines, la película había recaudado $ 19 millones.

### Respuesta crítica
En Rotten Tomatoes, la película tiene una calificación de aprobación del 40% basada en 25 reseñas con una calificación promedio de 4.8/10. El consenso crítico del sitio dice: «Un enfoque dramático para un tema candente cuya agenda es clara de inmediato, Unplanned solo reforzará los sentimientos de los espectadores a ambos lados del tema». En Metacritic, la película tiene una calificación promedio ponderada de 10 sobre 100, basado en siete críticas, que indican «aversión abrumadora». Las audiencias encuestadas por CinemaScore le dieron a la película una calificación excepcional de «A+», y aquellos en PostTrak le dieron una puntuación positiva general del 80% y una «recomendación definitiva» del 65%.
Escribiendo para National Catholic Reporter, Rose Pacatte dijo que «Unplanned es una película importante, una designación que los directores odian escuchar. No es entretenida (hasta que aparece el ridículo abogado) pero cuenta una historia emocional con amplias implicaciones». En una reseña para The Catholic World Report, Nick Olszyk declaró que, «Unplanned es un testimonio de la verdad, y cuanto más sepa la gente sobre la industria del aborto, más difícil será ocultar esa verdad». Josh Terry de Deseret News escribió que la película «... puede no cerrar la brecha entre los diferentes lados del tema del aborto, pero proporcionará algo de pensamiento para los indecisos», y finalmente concluye que «Unplanned tiene espacio para elogios y críticas».
En contraste, Frank Scheck, de The Hollywood Reporter, criticó a Unplanned como «agitprop proselitista» comparable a una «básica película de televisión por cable en sus valores de producción mediocres y actuaciones de calidad inferior». De manera similar, Owen Gleiberman de Variety dijo que la película «no es un buen drama pero es una propaganda efectiva», y Vadim Rizov, de The A.V. Club, declaró que «[si bien Unplanned] tiene mayor delicadeza técnica que sus antepasados fundacionales ...[,] no hay una sola escena que hable a personajes con vidas fuera de su función narrativa simplificada; son artistas intérpretes o ejecutantes en una parábola trazada sobre un Chick tract, filmado con una competencia blanda en desacuerdo con la verdadera perversidad del material».
La industria de noticias canadiense generalmente fue crítica de Unplanned. The Globe and Mail, el Ottawa Citizen, y el Toronto Sun describieron la película como una propaganda religiosa, social y política deshonesta. Sin embargo, programas de noticias cristianos como 100 Huntley Street, The Faytene Show y Salt + Light Hour la apoyaron.
Luke Thompson, en Forbes, señaló la naturaleza fuertemente política de la película, que «naturalmente, menciona el nombre de George Soros y afirma que la organización sin fines de lucro es una de las organizaciones más poderosas del planeta ... en oposición a, digamos, un saco de boxeo político constantemente en peligro de perder sus fondos».

### Reacción de Planned Parenthood
Poco antes de su estreno, la división estadounidense de Planned Parenthood declaró que los argumentos presentes durante esta misma eran falsos. Además, el capítulo de Ottawa se opuso a la primera proyección de la película en el territorio canadiense, celebrada en Parliament Hill el 11 de abril de 2019, con cuatro miembros del Parlamento del Partido Conservador.

## Banda sonora
El 22 de marzo de 2019 se lanzó un álbum de banda sonora con la canción principal interpretada por Matthew West. Blake Kanicka, el supervisor musical de Unplanned, no pudo licenciar canciones de artistas convencionales más establecidos y de media docena de compañías de música.